# Cratere W. Bond
W. Bond è un cratere lunare situato nella regione settentrionale del satellite, a est del cratere Birmingham. Il cratere è dedicato a William Cranch Bond.

## Crateri correlati
Alcuni crateri minori situati in prossimità di W. Bond sono convenzionalmente identificati, sulle mappe lunari, attraverso una lettera associata al nome.
| W. Bond | Latitudine | Longitudine | Diametro |
| ------- | ---------- | ----------- | -------- |
| B       | 64.9° N    | 7.6° E      | 15 km    |
| C       | 65.6° N    | 8.2° E      | 7 km     |
| D       | 63.5° N    | 3.2° E      | 7 km     |
| E       | 63.8° N    | 9.1° E      | 25 km    |
| F       | 64.5° N    | 9.6° E      | 9 km     |
| G       | 63.0° N    | 7.0° E      | 4 km     |